# Rhinotyphlops unitaeniatus
Espèce
Synonymes
- Typhlops unitaeniatus Peters, 1878
- Rhinotyphlops unitaeniata (Peters, 1878)
- Letheobia unitaeniata (Peters, 1878)
- Letheobia unitaeniatus (Peters, 1878)

Rhinotyphlops unitaeniatus est une espèce de serpents de la famille des Typhlopidae. 

## Répartition
Cette espèce se rencontre en Somalie, dans l'est du Kenya et dans le nord-est de la Tanzanie entre 20 et 1 600 m d'altitude.
Sa présence est incertaine dans le sud-est de l'Éthiopie.

## Publication originale
- Peters, 1878 : Über die von Hrn. J. M. Hildebrandt während seiner letzten ostafrikanischen Reise gesammelten Säugethiere und Amphibien. Monatsberichte der Königlich preussischen Akademie der Wissenschaften zu Berlin, vol. 1878, p. 194–209 (texte intégral).